# Gran Cuñado
Gran Cuñado es un programa de telerrealidad humorístico, parodia del también programa de telerrealidad Gran Hermano Argentina, que formaba parte del programa de humor argentino Videomatch (ambos del canal Telefe), y que fue producido y presentado por Marcelo Tinelli. Tuvo 9 temporadas en total. 
El programa consistía en donde el elenco de humoristas y actores del programa interpretaban a diversos políticos argentinos, parodiando diversos clichés propios de participantes de un programa de telerrealidad, conviviendo en una sola «casa», permaneciendo encerrados. También se realizó un proceso de nominación y eliminación de participantes.
Las primeras tres temporadas fueron transmitidas en este programa por el canal Telefe, entre 2001 y 2002, además de su versión VIP con los mismos humoristas interpretando a diversas reconocidas celebridades de la industria del entretenimiento argentino, llamado Gran Cuñado VIP. Tras el fin de Videomatch, el reality paródico se trasladó a la continuación de éste primero, Showmatch, en su primera temporada emitida por El Nueve en 2005, pasando por las temporadas 2009, 2016 y 2021, ambas emitidas por El Trece, siendo esta última temporada antes del fin de Showmatch. 

## Temporadas

### Gran Cuñado 1 (2001)
El ganador fue Carlos "Chacho" Álvarez (José Carlos "Yayo" Guridi) y en segundo lugar quedó Fernando de la Rúa (Freddy Villarreal). Este segmento en este año generó más de una polémica, principalmente por el personaje del presidente Fernando de la Rúa, que más tarde llegó a acusar a Marcelo Tinelli y su programa de haber ayudado a la caída de su gobierno.
| posición | Político              | Imitador/a                     | Estado                          |
| -------- | --------------------- | ------------------------------ | ------------------------------- |
| 1.o      | Chacho Álvarez        | Yayo Guridi                    | Campeón del Gran Cuñado 1       |
| 2.o      | Fernando de la Rua    | Freddy Villarreal              | Sub-Campeón del Gran Cuñado 1   |
| 3.er     | Emir Yoma             | Álvaro Navia                   | 3.er Puesto del Gran Cuñado 1   |
| 4.o      | Domingo Cavallo       | Martín Campilongo              | 4.o Puesto del Gran Cuñado 1    |
| 5.o      | Erman González        | Sebastián Almada               | 8.o Eliminado del Gran Cuñado 1 |
| 6.o      | Lilita Carrió         | Raúl "Larry De Clay" Biaggioni | 7.a Eliminada del Gran Cuñado 1 |
| 7.o      | Carlos Ruckauf        | Daniel Bifulco                 | 6.o Eliminado del Gran Cuñado 1 |
| 8.o      | Hugo Moyano           | Fernando Ramírez               | 5.o Eliminado del Gran Cuñado 1 |
| 9.o      | Raúl Alfonsín         | Rodrigo "Vagoneta" Rodríguez   | 4.o Eliminado del Gran Cuñado 1 |
| 10.o     | Cecilia Bolocco       | Roberto Peña                   | 3.a Eliminada del Gran Cuñado 1 |
| 11.o     | Carlos Saúl Menem     | ?                              | 2.o Eliminado del Gran Cuñado 1 |
| 12.o     | María Julia Alsogaray | Pichu Straneo                  | 1.a Eliminada del Gran Cuñado 1 |

#### Tabla estadística
| 1  | Chacho    | Salvado   | Salvado   | Salvado   | Salvado   | Nominado  | Nominado  | Salvado   | Nominado  | Salvado | Salvado | Ganador |  |  |  |  |  |  |  |  |  |  |  |  |  |  |  |  |  |  |  |  |
| 2  | Fernando  | Nominado  | Salvado   | Salvado   | Salvado   | Nominado  | Nominado  | Salvado   | Nominado  | Salvado | Salvado | 2°Lugar |  |  |  |  |  |  |  |  |  |  |  |  |  |  |  |  |  |  |  |  |
| 3  | Emir      | Salvado   | Salvado   | Salvado   | Salvado   | Nominado  | Salvado   | Nominado  | Nominado  | Salvado | 3°Lugar |         |  |  |  |  |  |  |  |  |  |  |  |  |  |  |  |  |  |  |  |  |
| 4  | Domingo   | Nominado  | Nominado  | Nominado  | Salvado   | Nominado  | Salvado   | Nominado  | Salvado   | 4°Lugar |         |         |  |  |  |  |  |  |  |  |  |  |  |  |  |  |  |  |  |  |  |  |
| 5  | Erman     | Nominado  | Salvado   | Nominado  | Nominado  | Nominado  | Nominado  | Nominado  | Eliminado |         |         |         |  |  |  |  |  |  |  |  |  |  |  |  |  |  |  |  |  |  |  |  |
| 6  | Lilita    | Salvada   | Salvada   | Salvada   | Salvada   | Nominada  | Salvada   | Eliminada |           |         |         |         |  |  |  |  |  |  |  |  |  |  |  |  |  |  |  |  |  |  |  |  |
| 7  | Carlos R. | Salvado   | Salvado   | Nominado  | Salvado   | Nominado  | Eliminado |           |           |         |         |         |  |  |  |  |  |  |  |  |  |  |  |  |  |  |  |  |  |  |  |  |
| 8  | Hugo      | Salvado   | Nominado  | Salvado   | Nominado  | Eliminado |           |           |           |         |         |         |  |  |  |  |  |  |  |  |  |  |  |  |  |  |  |  |  |  |  |  |
| 9  | Raúl      | Nominado  | Salvado   | Nominado  | Eliminado |           |           |           |           |         |         |         |  |  |  |  |  |  |  |  |  |  |  |  |  |  |  |  |  |  |  |  |
| 10 | Cecilia   | Salvada   | Nominada  | Eliminada |           |           |           |           |           |         |         |         |  |  |  |  |  |  |  |  |  |  |  |  |  |  |  |  |  |  |  |  |
| 11 | Carlos M. | Salvado   | Eliminado |           |           |           |           |           |           |         |         |         |  |  |  |  |  |  |  |  |  |  |  |  |  |  |  |  |  |  |  |  |
| 12 | M. Julia  | Eliminada |           |           |           |           |           |           |           |         |         |         |  |  |  |  |  |  |  |  |  |  |  |  |  |  |  |  |  |  |  |  |

     El concursante gana Gran Cuñado.
     El concursante es finalista de Gran Cuñado.
     El concursante es salvado por el público.
     El concursante es salvado por sus compañeros.
     El concursante avanza de ronda.
     El concursante es nominado.
     El concursante es eliminado.

### Gran Cuñado 2 (2001)
El ganador fue Aldo Rico y en segundo lugar, por segunda vez, quedó Fernando de la Rua.
| Político               | Imitador/a         | Estado                           |
| ---------------------- | ------------------ | -------------------------------- |
| Aldo Rico              | Martín Campilongo  | Campeón del Gran Cuñado 2        |
| Fernando de la Rua     | Freddy Villarreal  | Sub-Campeón del Gran Cuñado 2    |
| Darío Lopérfido        | Ramiro Agüero      | 3.er Puesto del Gran Cuñado 2    |
| Antonio Cafiero        | Fernando Ramírez   | 4.o Puesto del Gran Cuñado 2     |
| Inés Pertiné           | Álvaro Navia       | 8.a Eliminada del Gran Cuñado 1  |
| Antonio de la Rua      | Yayo Guridi        | 7.o Eliminado del Gran Cuñado 1  |
| Lilita Carrió          | Larry de Clay      | 6.a Eliminada del Gran Cuñado 1  |
| Soledad Silveyra       | "Hijitus"          | 5.a Eliminada del Gran Cuñado 1  |
| Patricia Bullrich      | ?                  | 4.a Eliminada del Gran Cuñado 1  |
| Juan Pablo Baylac      | Gabriel Almirón    | 3.er Eliminado del Gran Cuñado 1 |
| Cecilia Bolocco        | Roberto Peña       | 2.a Eliminada del Gran Cuñado 1  |
| Zulema María Eva Menem | Victoria de la Rúa | 1.a Eliminada del Gran Cuñado 1  |

### Gran Cuñado 3 (2002)
El ganador fue Adolfo Rodríguez Saa y en segundo lugar quedó Carlos Reutemann.
| Posición | Imitado                | Imitador          | Estado                         |
| -------- | ---------------------- | ----------------- | ------------------------------ |
| 1        | Adolfo Rodríguez Saa   | Martín Campilongo | Campeón de Gran Cuñado 3       |
| 2        | Carlos Reutemann       | Álvaro Navia      | Sub Campeón de Gran Cuñado 3   |
| 3        | Roberto Lavagna        | Freddy Villareal  | 3.er Puesto de Gran Cuñado 3   |
| 4        | Rodolfo Daer           | Daniel Bifulco    | 4.o Puesto de Gran Cuñado 3    |
| 5        | Luis Barrionuevo       | Gabriel Almirón   | 8.o eliminado de Gran Cuñado 3 |
| 6        | Hugo Moyano            | Fernando Ramírez  | 7.o eliminado de Gran Cuñado 3 |
| 7        | Luis Zamora            | Ramiro Agüero     | 6.o eliminado de Gran Cuñado 3 |
| 8        | José Manuel de la Sota | Yayo Guridi       | 5.o eliminado de Gran Cuñado 3 |
| 9        | Elisa Carrió           | Larry de Clay     | 4.a eliminada de Gran Cuñado 3 |
| 10       | Graciela Camaño        | Hijitus           | 3.a eliminada de Gran Cuñado 3 |
| 11       | Raúl Alfonsín          | ?                 | 2.o eliminado de Gran Cuñado 3 |
| 12       | Eduardo Duhalde        | Sebastián Almada  | 1.o eliminado de Gran Cuñado 3 |

### Gran Cuñado 4 (2005)
El ganador de esta edición fue Mauricio Macri, en segundo lugar quedó Ricardo López Murphy
6

| Posición | Imitado              | Imitador               | Puesto alcanzado |
| -------- | -------------------- | ---------------------- | ---------------- |
| 1        | Mauricio Macri       | Martín Bossi           | Ganador          |
| 2        | Ricardo López Murphy | Martín Campilongo      | 2.o Finalista    |
| 3        | Moria Casán          | Naim "El Turco" Sibara | 3.er Finalista   |
| 4        | Cristina Fernández   | Rodrigo Rodríguez      | 4.o Finalista    |
| 5        | Aníbal Fernández     | Carna Crivelli         | 8.o eliminado    |
| 6        | Alberto Fernández    | Pichu Straneo          | 7.o eliminado    |
| 7        | Rafael Bielsa        | Roberto Peña           | 6.o eliminado    |
| 8        | Eduardo Duhalde      | Fernando Ramírez       | 5.o eliminado    |
| 9        | Luis Patti           | ?                      | 4.o eliminado    |
| 10       | Elisa Carrió         | Larry de Clay          | 3.a eliminada    |
| 11       | Chiche Duhalde       | ?                      | 2.a eliminada    |
| 12       | Raúl Castells        | ?                      | 1.er eliminado   |

### Gran Cuñado 5 (2009)
Gran Cuñado 2009 o Gran Cuñado 5 es la sexta edición de este reality-parodia y la quinta edición integrada por políticos. Cuenta con 19 participantes, se empezó a emitir el 11 de mayo de 2009 con 31,9 de índice de audiencia y con un peak de 46 puntos.
El programa se emitió durante buena parte de la campaña preelectoral de las elecciones legislativas de Argentina de 2009, y dado su gran éxito varios medios consideraron que influyó en cierto grado en su desarrollo. Varios de los políticos parodiados hicieron declaraciones sobre el programa, e incluso algunos lo visitaron en persona. 
| Posición | Imitado              | Imitador               | Puesto alcanzado | Nominaciones |
| -------- | -------------------- | ---------------------- | ---------------- | ------------ |
| 1        | Francisco De Narváez | Roberto Peña           | Ganador          | 8            |
| 2        | Néstor Kirchner      | Freddy Villarreal      | 2.o Finalista    | 10           |
| 3        | Mauricio Macri       | Martín Bossi           | 3.er Finalista   | 4            |
| 4        | Julio Cobos          | José María Listorti    | 4.o Finalista    | 8            |
| 5        | Carlos Reutemann     | Álvaro Navia           | 15.o eliminado   | 9            |
| 6        | Cristina Fernández   | Martín Bossi           | 14.a eliminada   | 10           |
| 7        | Fernando de la Rúa   | Freddy Villarreal      | 13.er eliminado  | 2            |
| 8        | Sergio Massa         | Mariano Iúdica         | 12.o eliminado   | 1            |
| 9        | Daniel Scioli        | Jorge Fossetti         | 11.er eliminado  | 7            |
| 10       | Felipe Solá          | Sebastián Almada       | 10.o eliminado   | 1            |
| 11       | Alfredo De Angeli    | Martín Campilongo      | 9.o eliminado    | 2            |
| 12       | Luis D'Elía          | Claudio Rico           | 8.o eliminado    | 7            |
| 13       | Aníbal Fernández     | Jorge "Carna" Crivelli | 7.o eliminado    | 1            |
| 14       | Alicia Kirchner      | Gladys Florimonte      | 6.a eliminada    | 3            |
| 15       | Guillermo Moreno     | Naim "El Turco" Sibara | 5.o eliminado    | 1            |
| 16       | Luis Juez            | Fernando Ramírez       | 4.o eliminado    | 1            |
| 17       | Nacha Guevara        | Fátima Florez          | 3.a eliminada    | 2            |
| 18       | Hugo Moyano          | Toti Ciliberto         | 2.o eliminado    | 1            |
| 19       | Lilita Carrió        | Mauricio Jortack       | 1.era eliminada  | 1            |

#### Otros
Son políticos que visitaron la casa; solamente tuvo el derecho a réplica Gabriela Michetti
| Número | Imitado           | Imitador         | Nominaciones | Apariciones  |
| ------ | ----------------- | ---------------- | ------------ | ------------ |
| 20     | Gabriela Michetti | Anita Martínez   | Ninguna      | Cuatro veces |
| 21     | Hugo Chávez       | Fernando Ramírez | Ninguna      | Una sola     |
| 22     | Fernando Solanas  | Toti Ciliberto   | Ninguna      | Una sola     |

Nota: en esta edición también visitó la casa de Gran Cuñado el expresidente Carlos Menem

### Gran Cuñado 6 (2016)
"Gran Cuñado 6" fue la octava edición del concurso argentino Gran Cuñado, y la sexta edición integrada por políticos. Se emitía lunes, martes, jueves y viernes a las 22:30 dentro del programa Showmatch con la conducción de Marcelo Tinelli. Se empezó a emitir el martes 31 de mayo de 2016. El segmento consistía en una serie de humoristas caracterizados como los políticos argentinos más destacados, de los cuales parodian diversos clichés. Fue cancelado.
La lista completa de los participantes:

### Participantes
| Mauricio Macri Presidente de la Nación                                                    | Freddy Villarreal                     | Cancelado |  |  |  |  |  |  |  |  |  |  |  |  |  |  |
| José Ottavis & Victoria Xipolitakis Diputado por la Provincia de Buenos Aires & Mediática | Bicho Gómez & Fátima Flórez           | Cancelado |  |  |  |  |  |  |  |  |  |  |  |  |  |  |
| Sergio Massa Diputado por la Provincia de Buenos Aires                                    | Roberto Peña                          | Cancelado |  |  |  |  |  |  |  |  |  |  |  |  |  |  |
| Juan Manuel Urtubey e Isabel Macedo Gobernador de Salta & Actriz                          | José María Listorti & Romina Giardina | Cancelado |  |  |  |  |  |  |  |  |  |  |  |  |  |  |
| María Eugenia Vidal Gobernadora de Buenos Aires                                           | Fátima Flórez                         | Cancelado |  |  |  |  |  |  |  |  |  |  |  |  |  |  |
| Horacio Rodríguez Larreta Jefe de Gobierno de la Ciudad de Buenos Aires                   | Martín Bylik                          | Cancelado |  |  |  |  |  |  |  |  |  |  |  |  |  |  |
| Diego Santilli Vicejefe de Gobierno de la Ciudad de Buenos Aires                          | Martín Sipicki                        | Cancelado |  |  |  |  |  |  |  |  |  |  |  |  |  |  |
| Máximo Kirchner Diputado por la Provincia de Santa Cruz                                   | Cristian Alonso                       | Cancelado |  |  |  |  |  |  |  |  |  |  |  |  |  |  |
| Alicia Kirchner Gobernadora de la Provincia de Santa Cruz                                 | Gladys Florimonte                     | Cancelado |  |  |  |  |  |  |  |  |  |  |  |  |  |  |
| Amado Boudou Exvicepresidente de la Nación                                                | Mauricio Jortack                      | Cancelado |  |  |  |  |  |  |  |  |  |  |  |  |  |  |
| Luis D'Elía Militante Kirchnerista                                                        | Claudio Rico                          | Cancelado |  |  |  |  |  |  |  |  |  |  |  |  |  |  |
| José López Ex-Secretario de Obras Públicas de la Nación                                   | Sebastián Almada                      | Cancelado |  |  |  |  |  |  |  |  |  |  |  |  |  |  |
| Fernando Esteche Líder de la organización política Quebracho                              | ?                                     | Cancelado |  |  |  |  |  |  |  |  |  |  |  |  |  |  |
| Cristina Kirchner expresidenta de la Nación                                               | Fátima Flórez                         | Cancelado |  |  |  |  |  |  |  |  |  |  |  |  |  |  |
| Guillermo Moreno Ex-Secretario de Comercio Interior                                       | Freddy Villarreal                     | Cancelado |  |  |  |  |  |  |  |  |  |  |  |  |  |  |
| Esteban Pérez Corradi Acusado por el triple crimen de General Rodríguez                   | Freddy Villarreal                     | Cancelado |  |  |  |  |  |  |  |  |  |  |  |  |  |  |
| Elisa Carrió Diputada de la Nación Argentina por la Ciudad de Buenos Aires                | Fátima Flórez                         | Cancelado |  |  |  |  |  |  |  |  |  |  |  |  |  |  |
| Gabriela Michetti Vicepresidenta de la Nación                                             | Fátima Flórez                         | Cancelado |  |  |  |  |  |  |  |  |  |  |  |  |  |  |
| Marcos Peña Jefe de Gabinete                                                              | Sebastián Almada                      | Cancelado |  |  |  |  |  |  |  |  |  |  |  |  |  |  |
| Hugo Moyano Secretario General de la CGT                                                  | Toti Ciliberto                        | Cancelado |  |  |  |  |  |  |  |  |  |  |  |  |  |  |
| Margarita Stolbizer Diputada de la Nación Argentina                                       | Mauricio Jortack                      | Cancelado |  |  |  |  |  |  |  |  |  |  |  |  |  |  |
| Pablo Moyano Secretario General del Sindicato de Camioneros de la República Argentina     | Sebastián Almada                      | Cancelado |  |  |  |  |  |  |  |  |  |  |  |  |  |  |
|                                                                                           |                                       |           |  |  |  |  |  |  |  |  |  |  |  |  |  |  |

## Gran Cuñado VIP

### Temporada 1 (2002)
El ganador de esta edición fue Adrián Suar, interpretado por Tony Amallo, en segundo lugar quedó Mario Pergolini, interpretado por Freddy Villarreal.
Imitados:
- Marcelo Tinelli
- Adrián Suar
- Mauro Viale
- Mario Pergolini
- Nicolás Repetto
- Susana Giménez
- Susana Roccasalvo
- Daniel Hadad
- Jorge Rial
- Gerardo Sofovich
- Mirtha Legrand
- Moria Casán

| Posición | Imitado           | Imitador                  | Puesto alcanzado | Votos |
| -------- | ----------------- | ------------------------- | ---------------- | ----- |
| 1        | Adrián Suar       | Tony Amallo               | Ganador          | 13997 |
| 2        | Mario Pergolini   | Freddy Villarreal         | 2.o Finalista    | 12953 |
| 3        | Moria Casán       | Naim "El Turco" Sibara    | 3.er Finalista   | ?     |
| 4        | Nicolás Repetto   | Roberto Peña              | 4.o Finalista    | ?     |
| 5        | Susana Giménez    | Yayo Guridi               | 8.a eliminada    | ?     |
| 6        | Jorge Rial        | Álvaro Navia              | 7.o eliminado    | ?     |
| 7        | Susana Roccasalvo | Sebastián Almada          | 6.a eliminada    | ?     |
| 8        | Gerardo Sofovich  | Martín Campilongo         | 5.o eliminado    | ?     |
| 9        | Mauro Viale       | Rodrigo Rodríguez         | 4.o eliminado    | 1810  |
| 10       | Mirtha Legrand    | Flavio "Hijitus" Gastaldi | 3.a eliminada    | 3043  |
| 11       | Daniel Hadad      | Fernando Ramírez          | 2.o eliminado    | 4350  |
| 12       | Marcelo Tinelli   | José María Listorti       | 1.er eliminado   | 4130  |

### Temporada 2 (2009)
En esta edición los personajes no ingresaron a la Casa, sino que consistía en que los actores caracterizados interactuaban con el conductor y el público, realizaban musicales, cantaban, etc.; por lo tanto, no hubo ganador. Algunos personajes tuvieron su Derecho a Réplica interactuando con el famoso original.
| Imitado                  | Imitador          | Presentación               | Derecho a Réplica |
| ------------------------ | ----------------- | -------------------------- | ----------------- |
| Alejandro "Marley" Wiebe | Roberto Peña      |                            | No                |
| Jorge Rial               | Fernando Ramírez  |                            | No                |
| Gerardo Sofovich         | Freddy Villareal  | Corte de la Manzana        | Sí                |
| Mirtha Legrand           | Martín Bossi      | Cena con Marcelo y Canción | Sí                |
| Coco Basile              | Freddy Villareal  |                            | No                |
| Moria Casán              | Gustavo Moro      | Musical                    | Sí                |
| Jacobo Winograd          | Martín Campilongo |                            | Sí                |
| Florencia de la V        | Martín Bossi      |                            | Sí                |
| Viviana Canosa           | Fátima Florez     | Presentación de Chimentos  | No                |
| Juan Román Riquelme      | Freddy Villarreal |                            | No                |
| Roberto Giordano         | Martín Campilongo | Desfile de Modelos         | No                |
| Cacho Castaña            | Martín Bossi      | Canciones                  | Sí                |
| Susana Giménez           | Anita Martínez    | Musical                    | No                |
| Oscar González Oro       | Fernando Ramírez  |                            | Si                |
| Nito Artaza              | Martín Campilongo | Imitaciones                | No                |
| Nazarena Vélez           | Roberto Peña      |                            | Sí                |
| Charly García            | Mauricio Jortack  | Canciones                  | No                |
| Guido Süller             | Martín Campilongo |                            | No                |
| Carmen Barbieri          | Álvaro Navia      | Musical                    | Si                |
| Nicolás Repetto          | Roberto Peña      | Juego del corchito         | No                |
| Adrián Suar              | Mariano Iúdica    |                            | No                |
| Chiche Gelblung          | Freddy Villareal  | La Máquina de la mentira   | Sí                |
| Jorge Ibáñez             | Martín Bossi      | Desfile de Modelos         | No                |
| Ricky Maravilla          | Sebastián Almada  | Canciones                  | No                |
| Silvia Süller            | Fátima Florez     |                            | Sí                |
| Carlos Bianchi           | Freddy Villareal  |                            | No                |
| Luis Majul               | Martín Bossi      |                            | No                |
| Ricardo Arjona           | Roberto Peña      | Canciones                  | No                |
| Guillermo Francella      | Mariano Iudica    |                            | No                |

## Ganadores

### Gran Cuñado
- 1.a edición, 2001: Carlos "Chacho" Álvarez
- 2.a edición, 2001: Aldo Rico
- 3.a edición, 2002: Adolfo Rodríguez Saá
- 4.a edición, 2005: Mauricio Macri
- 5.a edición, 2009:  Francisco de Narváez
- 6.a edición, 2016:  No se completó el segmento

### Gran Cuñado VIP
- 1.a edición, 2002: Adrián Suar
- 2.a edición, 2009: No se completó el segmento

### Gran Bailando
- 1.a edición: Cancelada

### PolitiChef
- 1.a edición, 2021: Cancelada